# Aéroport des Abruzzes
Pour les articles homonymes, voir Abruzzo.
L’aéroport des Abruzzes (en italien : Aeroporto d'Abruzzo) (code IATA : PSR • code OACI : LIBP) est un aéroport international situé à Pescara, dans les Abruzzes.

## Situation

### Carte des aéroports en Italie
| \| 100 km1:7 506 000 \| Abruzzes Alghero Ancône Bari Bergame Bologne Bolzano Brescia Brindisi Cagliari Catane Comiso Grosseto Coni Elbe Florence Foggia Gênes Lamezia Terme Lampedusa Milan L. Milan M. Naples Olbia Palerme Pantelleria Parme Pérouse Pise Reggio de Calabre Rimini Rome C. Rome F. Salerne Trapani Trévise Trieste Turin Venise Vérone |
| 100 km1:7 506 000 |

## Compagnies et destinations
| Compagnies  | Destinations |
| ----------- | --- |
| ITA Airways | Milan-Linate |
| Luxair      | En saison: Luxembourg-Findel |
| Ryanair     | Bergame-Orio al Serio, Bucarest-H. Coandă, Charleroi Bruxelles-Sud, Londres-Stansted, Turin S.-Pertini (Caselle) En saison : - Alghero-Fertilia, - Gérone-Costa Brava, - Cracovie-Jean-Paul II, - Malte, - Memmingen, - Prague-Václav-Havel, - Trapani-V. Florio (Birgi), - Varsovie-Modlin (Mazovie), - Weeze |
| Wizz Air    | Tirana |

Édité le 19/12/2019  Actualisé le 05/01/2023

## Statistiques

### En graphique
Pour des raisons techniques, il est temporairement impossible d'afficher le graphique qui aurait dû être présenté ici.

Voir la requête brute et les sources sur Wikidata.

### En tableau
| Année | Passagers | variations (%) | Mouvements | %     | Cargo (tonnes) | variations (%) |
| ----- | --------- | -------------- | ---------- | ----- | -------------- | -------------- |
| 1996  | 71 908    |                | 4,052      |       | 152            |                |
| 1997  | 72 962    | +2,86          | 4,618      | +13,9 | 195            | +28,3          |
| 1998  | 104 000   | +42,54         | 6,390      | +38,4 | 56             | -71,3          |
| 1999  | 105 500   | +1,44          | 6,310      | +1,25 | 476            | +750           |
| 2000  | 114 024   | +8,08          | 9,940      | +57,5 | 2 851          | +499           |
| 2001  | 153 227   | +34,4          | 6,775      | -31,8 | 3 115          | +9,3           |
| 2002  | 295 875   | +93,1          | 11,559     | +70,6 | 1 913          | -38,6          |
| 2003  | 301 773   | +2,0           | 10,932     | -5,4  | 1 795          | -6,2           |
| 2004  | 334 998   | +10,9          | 10,075     | -7,8  | 2 151          | +19,8          |
| 2005  | 350 447   | +4,7           | 10,339     | +2,6  | 2 390          | +11,1          |
| 2006  | 340 699   | -2,8           | 12,139     | +17,4 | 2 849          | +19,2          |
| 2007  | 371 247   | +9,0           | 12,085     | -0,4  | 3 291          | +15,5          |
| 2008  | 402 845   | +8,5           | 11.128     | -7,9  | 3 339          | +1,5           |
| 2009  | 409 045   | +1,5           | 9.773      | -12,2 | 2 431          | -27,2          |
| 2010  | 461 086   | +12.7          | 7.971      | -18,4 | 2 116          | -13,0          |
| 2011  | 550 062   | 19,3           | 7.827      | -1,8  | 1 472          | -43,7          |
| 2012  | 563 187   | 2,4            | 8.284      | 5,8   | 1 221          | 1,8            |